# Red Voltaire
La Red Voltaire por la libertad de expresión (en francés: Réseau Voltaire) es una organización internacional sin ánimo de lucro, fundada en Francia en 1994 y ubicada en París, que promueve la libertad y el laicismo.
Publica un diario electrónico gratuito traducido a cinco idiomas (francés, inglés, español, árabe y ruso) así como una revista bimestral. Su principal sitio en internet está disponible en ocho idiomas (los ya mencionados además del italiano, polaco y portugués), aunque algunas versiones están más completas que otras. Trata poco los acontecimientos de actualidad y se concentra en análisis de las relaciones internacionales que critican no solo la política de la Administración de Bush, sino también la legitimidad del liderazgo de los Estados Unidos.
La Red Voltaire, en noviembre de 2005, organizó una conferencia internacional para la constitución de un frente intelectual opuesto a los neoconservadores: Axis for Peace.
Está presidido por Thierry Meyssan, periodista francés y secretario general de 1995 hasta 2008 del Partido Radical de Izquierda. Ha adquirido notoriedad mundial y muy controvertida al impugnar la versión oficial de los atentados del 11 de septiembre de 2001 ofreciendo como alternativa algunas teorías conspirativas acerca de dichos atentados.

## Eje político y algunas posturas defendidas
Sobre los atentados del 11-S se insiste en que fue un trabajo interno, organizado por los propios EE. UU. Meyssan dice: "En ella, luego de demostrar la nulidad de la versión de los hechos que ofrecía la administración Bush, estudiaba yo en detalle las consecuencias políticas. Me convertí así en el primero en anunciar la guerra contra Irak, guerra que nadie había previsto en aquel entonces y que efectivamente estalló al año siguiente".
Sarkozy: Se asevera que Nicolás es un pivote sionista establecido por la CIA.
Conflicto Osetia del Sur: Georgia y EE. UU. se aliaron para una estrategia de cooperación con el fin para unos de vencer el privilegio excepcional del nacionalismo osetio y así poder entrar en la OTAN, con el fin para los otros de tener una base de control cerca de Rusia y en especial como posición estratégica en la guerra por el gas.
Facebook: Intereses neocon en el control sobre redes sociales.

## Disensiones y críticas a la Red Voltaire
Varios miembros fundadores de la Red se lamentaron ya en 2002 de la falta de control por parte del Consejo de Administración sobre las acciones del presidente y secretario general, Thierry Meyssan, y de la progresiva pérdida de los objetivos originales de la Red. Un ejemplo fue la entrevista con Hezbolá en la cual se presentaba al grupo islamista armado libanés como un "grupo social de inspiración musulmana, comparable a la Teología de la Liberación en Sudamérica" y que supuso una primera dimisión en 2002.
Posteriormente, en febrero de 2004, tres miembros del consejo de administración –Michel Sitbon, Gilles Alfonsi y Jean-Luc Guilhem– dimitieron al considerar que la Red había caído en una extraña deriva que la había situado en las antípodas de su concepción original, laica e independiente, aliándose con grupos islamistas y dando cobertura a toda clase de posiciones antiisraelíes y antiestadounidenses, incluidas las más extremas. Los tres activistas mencionados fijaron el inicio de esa deriva a partir de la guerra de Kosovo (donde apoyaron a Serbia) y, especialmente, del 11-S (donde popularizaron algunas de las teorías conspirativas sobre los atentados), y lo atribuyen a un ejercicio de "diplomacia paralela" que se aprecia en sus alianzas con fuerzas islamistas. Los críticos explicaron en un documento lo siguiente: "con el pretexto de la resistencia al imperialismo estadounidense, hay una actitud indulgente hacia los imperialismos de Rusia y de China y la cercanía con los islamistas es síntoma de un antisemitismo latente entre la dirección", que ilustran con la presencia de Claude Karnoouh en la Red, conocido negacionista, que afirmó en 1981 no creer en la existencia de las cámaras de gas ni en la shoah y que mantiene en el 2007 afinidad con el ultraderechista Alain de Benoist. También advirtieron del giro nacionalista francés de la Red, disfrazado de tercermundismo y, especialmente, la existencia de conexiones con los servicios secretos franceses, pese a que la Red Voltaire se constituyó contra tales organizaciones. Sin embargo, pese a que en el documento solicitaron la disolución de la Red Voltaire, subrayan que la nueva postura de la dirección no debiera hacer olvidar la necesidad de agencias de prensa alternativas, exigentes y críticas.
Ante estos hechos, el Consejo de Administración emitió un comunicado en el que circunscribían la disputa en la concepción francesa o internacional de la organización: "los administradores favorables a una concepción política franco-francesa de la asociación han quedado en minoría. Dimitirán o antes o durante la Asamblea General". A sugerencia de los otros miembros, Claude Karnoouh dimitió del Consejo en abril de 2005.

## Métodos
La Red Voltaire se ha especializado en el periodismo de investigación. Muchos de sus artículos publicados son acusaciones contra grupos o personajes importantes. Frecuentemente la Red Voltaire tiene que comparecer ante la justicia francesa por sus trabajos de investigación periodística, pero siempre ha sido capaz de presentar las pruebas y aserciones ante los tribunales franceses, hecho que ha evitado que fuera condenada.

### Ejemplos
- La Red Voltaire acusó en 1997 al arzobispo católico de El Salvador Fernando Sáenz Lacalle de estar implicado en diversos crímenes, incluyendo el de su predecesor, el arzobispo Romero asesinado por un escuadrón de la muerte. Fernando Sáenz Lacalle niega los hechos, pero para hacer frenar la campaña contra él, este dimite de sus funciones de general del ejército salvadoreño.

- En mayo de 2002, la Red Voltaire afirmó que el golpe de Estado contra el presidente Hugo Chávez fue organizado desde la Casa Blanca y da a conocer los nombres de las personas implicadas. Sus informaciones sirvieron de base a la investigación del fiscal venezolano Danilo Anderson y fueron utilizadas igualmente por el presidente Chávez en la televisión. Estas acusaciones han sido negadas hasta el día de hoy por el Departamento de Estado estadounidense.

## Miembros
La Red Voltaire reúne agencias de prensa y periódicos de América Latina, Europa y del mundo árabe:
- Actualidad Colombiana (Colombia)
- Agencia Alía 2 (Venezuela)
- Agencia Cubana de Noticias - ACN (Cuba)
- Agencia de Noticias Plurinacional del Ecuador - ANPE (Ecuador)
- Agencia Informe de Prensa Internacional - IPI (Perú)
- Agencia nacional de comunicación (Argentina)
- Altercom (Ecuador)
- Bolpress (Bolivia)
- Contralínea (México)
- Día V (México)
- El Juguete Rabioso (Bolivia)
- El Salto Diario (España)
- El Sucre (Ecuador)
- Federación Latinoamericana de Periodistas - FELAP (América Latina)
- Fortuna (México)
- Horizons et débats
- Intelligencia (Líbano)
- Observatorio de Medios, Político, Social y Cultural (Argentina)
- Opción (Ecuador)
- Punto Final (Chile)
- Question (Venezuela)
- Syria Alghad (Siria)
- Tintají (Ecuador)
- Tendencies (Líbano)
- Unión de Trabajadores de Prensa de Buenos Aires (Argentina)
- Voces del Periodista (México)